# 尼崎市立武庫南小学校
尼崎市立武庫南小学校（あまがさきしりつ むこみなみしょうがっこう）は、兵庫県尼崎市武庫町にある公立小学校。2013年（平成25年）4月10日時点の児童数は648名である。

## 沿革
- 1970年（昭和45年）4月1日 - 尼崎市立武庫南小学校創立。
- 1970年（昭和45年）9月1日 - 現在地へ移転。

## 進路状況
ほとんどの児童は尼崎市立武庫中学校か尼崎市立南武庫之荘中学校へ分かれて進学するが、国私立中学校へ進学する児童もいる。

## 通学区域が隣接している学校
- 尼崎市立武庫小学校
- 尼崎市立武庫の里小学校
- 尼崎市立武庫東小学校
- 尼崎市立立花西小学校
- 尼崎市立水堂小学校
- 尼崎市立大島小学校
- 西宮市立瓦木小学校
- 西宮市立瓦林小学校